# Toxaphen
Toxaphen ist ein Pestizid, das aus einer komplexen Mischung unterschiedlich substituierter Chlorkohlenwasserstoffe besteht, die sich vom Grundgerüst des Bornans ableiten.

## Geschichte
Es wurde erstmals 1945 von Hercules Inc. als Hercules 3956 in den Verkehr gebracht. Toxaphen war eines der weltweit am meisten verwendeten Insektizide, bis zu seinem Verbot durch die EPA 1982. Zwischen 1946 und 1993 wurde weltweit ungefähr eine Million Tonnen an Toxaphen verbraucht. In der Bundesrepublik Deutschland wurde sein Einsatz in der Landwirtschaft bereits 1971 verboten. 

## Zusammensetzung
Toxaphen besteht aus einer komplexen Mischung aus hauptsächlich mehrfach chlorierten Bornanen, mehrfach chlorierten Bornenen, Bornadienen, Camphenen und Dihydrocamphenen. Das technische Produkt enthält mindestens 202 verschiedene chemische Verbindungen.

Chlorbornane
Chlorbornene
Chlorbornadiene
Chlorcamphene (Isomerengemisch)
Chlordihydrocamphene (Isomerengemisch)

## Analytischer Nachweis
Der chemisch-analytische Nachweis in Umweltproben, Lebens- und Futtermitteln erfolgt nach geeigneter Probenvorbereitung zur Abtrennung der Matrix und gaschromatographischer Abtrennung von Nebenkomponenten mittels hochauflösender massenspektrometrischer Techniken wie der Flugzeitmassenspektrometrie (Time-Of-Flight-Massenspektrometrie).

## Verbot
Durch das Stockholmer Übereinkommen vom 22. Mai 2001 wurde ein weltweites Verbot zur Herstellung, Verkauf und Anwendung von zwölf persistenten organischen Schadstoffen (POP = persistent organic pollutants) ratifiziert. Zu diesem „dreckigen Dutzend“ gehört auch Toxaphen. Mit der Ratifizierung durch den 50. Beitrittsstaat am 17. Mai 2004 erlangte das Übereinkommen globale Rechtsgültigkeit in den Vertragsparteien.

## Verwendung
Toxaphen wurde als Pestizid vor allem beim Anbau von Baumwolle, Getreide, Früchten, Nüssen und Gemüse eingesetzt.

## Toxizität und Biologische Bedeutung
Toxaphen gilt als krebserzeugend.
Wegen der hohen Flüchtigkeit wird Toxaphen auch über die Atmosphäre in abgelegene Gebiete transportiert und ist somit überall (ubiquitär) in der Umwelt vorhanden.